# Skistodiaptomus pallidus
Skistodiaptomus pallidus is een eenoogkreeftjessoort uit de familie van de Diaptomidae. De wetenschappelijke naam van de soort is voor het eerst geldig gepubliceerd in 1879 door Herrick.